# Elvira Banotti
Elvira Banotti (Asmara, 17 de julho de 1933 – Lavinio, 2 de março de 2014) foi uma jornalista e escritora italiana, ativista feminista e fundadora do grupo Rivolta Femminile no início dos anos setenta.